# Anthicus musculus
Anthicus musculus är en skalbaggsart som beskrevs av Werner 1975. Anthicus musculus ingår i släktet Anthicus och familjen kvickbaggar. Inga underarter finns listade i Catalogue of Life.